# Maria de Montpensier
Maria de Bourbon-Montpensier (ur. 15 października 1605, zm. 4 czerwca 1627) – księżna de Montpensier, jedyne dziecko Henryka, księcia de Montpensier, i Henrietty Katarzyny, księżnej de Joyeuse, córki księcia Henryka I.
Jako jedyna córka księcia de Montpensier, Maria była jedną z najlepszych partii Francji. Król Ludwik XIII i kardynał Armand Jean Richelieu postanowili wydać Marię za królewskiego brata, Gastona, księcia Orleanu (25 kwietnia 1608 – 2 lutego 1660), syna króla Henryka IV i Marii Medycejskiej, córki Franciszka I, wielkiego księcia Toskanii. Ślub odbył się 6 sierpnia 1626 r. w Nantes. Gaston i Maria mieli razem syna i córkę:
- Jan Gaston (1626)
- Anna (29 maja 1627 – 3 kwietnia 1693), księżna Montpensier, zwana Mademoiselle de Montpensier lub La Grande Mademoiselle (w odróżnieniu od Mademoiselle – córki Monsieur, brata Ludwika XIV).

Maria zmarła rok po ślubie. Wszystkie jej tytuły przypadły jej córce Annie, ale do swojej śmierci zarządzał nimi Gaston Orleański.